# Каролајна (Западна Вирџинија)
Каролајна (енгл. Carolina) насељено је место без административног статуса у америчкој савезној држави Западна Вирџинија.

## Демографија
По попису из 2010. године број становника је 411.
| Група             | 2010.       |
| Белци             | 329 (80,0%) |
| Афроамериканци    | 52 (12,7%)  |
| Азијати           | 0 (0,0%)    |
| Хиспаноамериканци | 1 (0,2%)    |
| Укупно            | 411         |